# 범키
범키(Bumkey, 본명: 권기범, 1984년 9월 22일 ~ )는 대한민국의 R&B 및 힙합 가수이다. 본래 2005년, 다이나믹 듀오 2집 《Double Dynamite》에 피쳐링으로 참여하면서 권기범이라는 본명으로 활동했으나, 다이나믹 듀오 5집 《Band of Dynamic Brothers》 수록곡인 〈왜 벌써가〉와 〈잔돈은 됐어요〉에 피쳐링을 하면서 활동한 이후로는 본명인 기범을 반대로한 범키라는 예명을 만들어 사용하기 시작했다.
다수의 피쳐링에 참여했다.2010년에 TBNY의 톱밥과 함께 '2wins (투윈스)'라는 그룹을 만들어 활동하다가, 2012년에는 브랜뉴 뮤직으로 이적했다. 2013년 6월 3일, 그의 첫 솔로 싱글 앨범 《미친연애》를 발매하고 차트 1위를 석권했다. 이후 발매된 싱글 '갖고놀래' '집이돼줄게' 등도 연달아 히트치며 상승세를 이어갔다. 현재까지도 다양한 활동을 하고 있다.

## 활동

### 솔로
- 싱글 - 미친연애 (Bad Girl) (Feat. E-Sens of 슈프림팀)
- 싱글 - 갖고놀래 (Feat. 다이나믹 듀오)
- 싱글 - 집이 돼줄게
- 싱글 - 느껴 (My Everything)
- 싱글 - Better Man
- 정규 - U-TURN
- 싱글 - Ebony & Ivory
- 싱글 - 흠 (Hmm)
- 싱글 - 너의 뒤에서
- 싱글 - 비 그리고 너
- 싱글 - DANCING ON GLASS
- 싱글 - 감당 안 돼
- 싱글 - 러브땡 (Feat. 마미손)
- 싱글 - 여기저기거기
- 싱글 - LOST
- 싱글 - The Lady (Feat. 문별 Of 마마무[2])
- 싱글 - All Of My Life (Feat. Babylon (베이빌론))
- 싱글 - ATTRACTION (Feat. MIYACHI) (Japanese Remix)
- 싱글 - 난치병[3]
- 싱글 - DANCING ON GLASS (English Version)
- 싱글 - 여기저기거기 Pt.2 (Feat. 아넌딜라이트 & 지아니)

### 투윈스
- 미니 앨범 - 2wings

### 합작 앨범
- Chancellor X 범키 - 손이 가
- Bumkey & Rhythmking - love song

### 참여곡
- Dynamic Duo
  - Double Dynamite - "Love Is"
  - Band of Dynamic Brothers - "왜 벌써 가", "잔돈은 됐어요"
- TBNY
  - Masquerade - "Intro" , "Without You'
  - HI (Side-A) - "잔상"
- Epik High Epilogue - "바보"
- Tablo 열꽃, Part 1 - "밑바닥에서"
- All Black Chapter 1 - "부재"
- 더네임 - "This Is Me"
- 조영수 올스타 1집 - "My Style"
- 하이브리파인 - "Starlight LOVE", "Tequilla Sunrise"
- Supreme Team Spin Off - "Super Lady"
- Paloalto Daily Routine - "Dreamer"
- V.A 2010 G20 song - "Let's go"
- DOK2 & Double K Flow 2 Flow - "Salute"
- B-Free Coffee Break - "Leaving"
- yankie Lost Memories - "심술쟁이"
- DOK2
  - Hustle Real Hard - "그때 Goodday"
  - Love & Life, The Album - "Can't Let You Go"
- Primary Primary And The Messengers Part 3 - "Love"
- 인피니트H Fly High - "Special Girl"
- 2LSON
  - The First - "Too Late (Feat. Bumkey & Paloalto)"
  - The Lady - "The Lady (Feat. Bumkey & DOK2)"
- 가인 Truth or Dare - "Fxxk U"
- BIZNIZ
  - Strictly Bizniz - "싱글맨"
  - 너 없는 크리스마스 - "너 없는 크리스마스"
  - #evolution - "Scientist"
- 이루펀트 Apollo - "별사탕"
- 키비 (Kebee) - Colored Mood - "침대열차 (Train Bed)"
- JB Shine On My Life - "Welcome Me Back Homies"
- X-Teen 반전 2013 - "아프니까 청춘"
- P-Type R A P - "뿔"
- 마마무 Hello - "행복하지마"
- As One Simply As One - "우리 무슨 사이야?"
- Leo Kekoa Missing SouL - "Hello"
- SAN E Body Language - "Body Language"
- Verbal Jint 비범벅 - "비범벅"
- 톱밥 Komplex - "너만 보여"
- 개코 REDINGRAY - "제정신이 아냐 (Passout)"
- MC 몽 MISS ME OR DISS ME - "What Could I Do"
- MC Sniper B-Kite 1 - "콜라병"
- Verbal Jint X 산체스 싫대 - "싫대"
- 한해 구름 - "구름"
- SAN E & Mad Clown - "너랑나랑노랑 (Butterfly)"
- 소울라임 (SouLime) - With U - "With U"
- 리듬킹 (RTMKNG) - Think About You - "Think About You"
- 한해 - 구름 - "구름"
- 칸토 (Kanto) - FAVORITE - "FAVORITE"
- Verbal Jint
  - 비범벅 - "비범벅"
  - 눈도 오고 그래서 - "눈도 오고 그래서"
- 타키 (Takey) - 미치게 해 - "미치게 해"
- 돕플라밍고 (Doplamingo) - Take You There "Take You There"
- 옌자민 - Travel On My Mind - "HOLA"
- Bir$day - 창작의 신 Part. 3 - "Shelter (Love You)"
- 투엘슨 (2LSON) - Marlboro - "Marlboro"
- oceanfromtheblue - Messages - "티나 (English Version)"
- psv:gun
  - Thanks For Your Love - "Perfectly Designed"
  - Won A Trophy - "Won A Trophy (Prod. by DOOHEE)"
- HADASH MUSIC (하다쉬 뮤직) - NEWWW DAY - "NEWWW DAY"
- 별을 만드는 사람들 - 별처럼 - "별처럼"
- Babylon (베이빌론) - EGO 90'S PART 2 - "소중하니까"
- ODEO & Jayroh - Until The Sunrise "Until The Sunrise"
- U&I (유앤아이) - Power Of Love - "Power Of Love"
- SWAY - ROADSIGN 'DAY' #1 넘넘넘 - "넘넘넘"
- 야루 - 밤의 품에 - "밤의 품에"
- BebaeK (비백) - Airplane Mode - "그랬을까"

### 뮤직비디오 출연
- 크레용팝 - 어이

## 방송
- TV조선 《국가가 부른다》 (2022) - 게스트

## 트리비아
- 타블로의 첫 솔로 앨범 《열꽃》에서 "고마운 숨"을 제외한 전곡의 보컬 가이드 녹음을 했다.

## 보컬 트레이너
- 크레용팝의 데뷔 전 보컬 트레이너로 활동한 경력이 있다.